# Віллем ван Ейлен
Віллем ван Ейлен (нід. Willem van Eelen; нар. 4 липня 1923, Амстердам, Нідерланди — пом. 24 лютого 2015, Амстердам, Нідерланди) — голландський вчений, всесвітньовідомий завдяки відкриттю разом зі своїми колегами способу отримування штучного м'яса — «in vitro meat».

## Життєпис
Віллем ван Ейлен народився в 1923 році в Амстердамі, а згодом його сім'я переїхала до колоніально залежної від Нідерландів (на той час) Індонезії. Його батько, що був лікарем за професією, отримав роботу в цій країні. Після того, як 10 травня 1940 року нацисти вторглися до Нідерландів шістнадцяти літній Віллем, збрехавши про свій вік, записався добровольцем на фронт. На території Індонезії він разом з іншими військовими протидіяв можливому вторгненню японських військ. Згодом Віллем потрапив у полон і провів більшу частину війни як полонений та переводився з одного табору для військовополонених до іншого. З часом, згадуючи ті часи, ван Ейлен говорив, що їх змушували працювати з ранку до вечора, піддавалися постійному побиттю і майже нічого не їли. Японці жорстоко поводилися з полоненими, але ще жорстокіше вони поводилися з тваринами — біли та розстрілювали їх. Після визволення з полону американськими військами та закінченню війни ван Ейлен повернувся до Амстердама, де почав вивчав психологію в Амстердамському університеті. Спогади про голодування та жорстоке поводження з тваринами не полишали його і з часом його захопила ідея вирощувати м'ясо штучним способом. Як потім неодноразово він коментував своє ідею: « Мені подобається м'ясо — я ніколи б не ставав вегетаріанцем. Але важко виправдати спосіб поводження з тваринами на цій планеті. Вирощування м'яса без заподіяння болю здавалося для мене єдиним дієвим рішенням». Процес штучного вирощування м'яса він аргументував наступним чином: «М'ясо» — це не чітко виражений термін, який можна використовувати для позначення багатьох частин тварини, включаючи внутрішні органи та шкіру. Здебільшого м'ясо, яке ми вживаємо, складається з м'язової тканини, взятої у сільськогосподарських тварин. Однак м'ясо in vitro можна зробити, помістивши кілька клітин у поживну суміш, яка допомагає їм розмножуватися. Коли клітини починають рости разом, утворюючи м'язову тканину, вони прикріплюються до каркаса, що біологічно розкладається. Далі тканину можна споживати в їжу, яку можна оброблювати будь-яким способом та вживати в їжу". Для своїх ідей ван Ейлен не знайшов підтримки з боку уряду чи наукової спільноти. Лише один з професорів підтримав його і вказав на те, що для подальшого дослідження потрібно величезні кошти. Після цього ван Ейлен покинув навчання з медицини та пішов працювати. Зі своєю дружиною, художницею, він керував низкою художніх галерей та ресторанів. В 1999 році разом з колегами він отримав американські та міжнародні патенти на промислове виробництво м'яса методам клітинної культури. Інтерес та підтримка м'яса in vitro активізувалася з 2001 року, коли НАСА профінансувала експеримент під керівництвом Морріса Бенджамінсона, який зосередився на виробництві свіжого м'яса для космічних польотів. Вказавши на нагальність та актуальність досліджень у сфері in vitro ван Ейлен у 2004 році зумів переконати уряд Нідерландів виділити фінансування. На свої дослідження він отримав два мільйони євро, що були розподілені між консорціумом університетів та науково-дослідницьких установ в Амстердамі, Утрехті та Ейндговені. Помер Віллем ван Ейлен 24 лютого 2015 року в Амстердамі, а був похований на одному з цвинтарів в місті Нордвейк.